# Park Jelitkowski
Park Jelitkowski – nadmorski park na obszarze gdańskiego osiedla Jelitkowo (założony w 1875 jako park kuracyjny) położony u ujścia Potoku Oliwskiego do Zatoki Gdańskiej i w bezpośrednim sąsiedztwie strzeżonej plaży jelitkowskiej (oddzielony od plaży ścieżką rowerową i pasem ochronnym wydm). 
Na obszarze parku istniały gospoda i Dom Zdrojowy, zbudowany w latach 1907–1909 z infrastrukturą towarzyszącą. W Domu Zdrojowym mieści się współcześnie restauracja. 
Obecnie park pełni przede wszystkim funkcje miejsca spotkań oraz spacerowego zaplecza plaży dla mieszkańców pobliskich osiedli i sezonowych turystów.